# 寺面镇
寺面镇，是中华人民共和国广西壮族自治区贵港市平南县下辖的一个乡镇级行政单位。

## 行政区划
寺面镇下辖以下地区：
寺面社区、竹桥村、六合村、南山村、罗泉村、路塘村、富田村、罗苏村、两木村、岑凤村、新隆村和河洲村。